# Karl Friedrich Stroheker

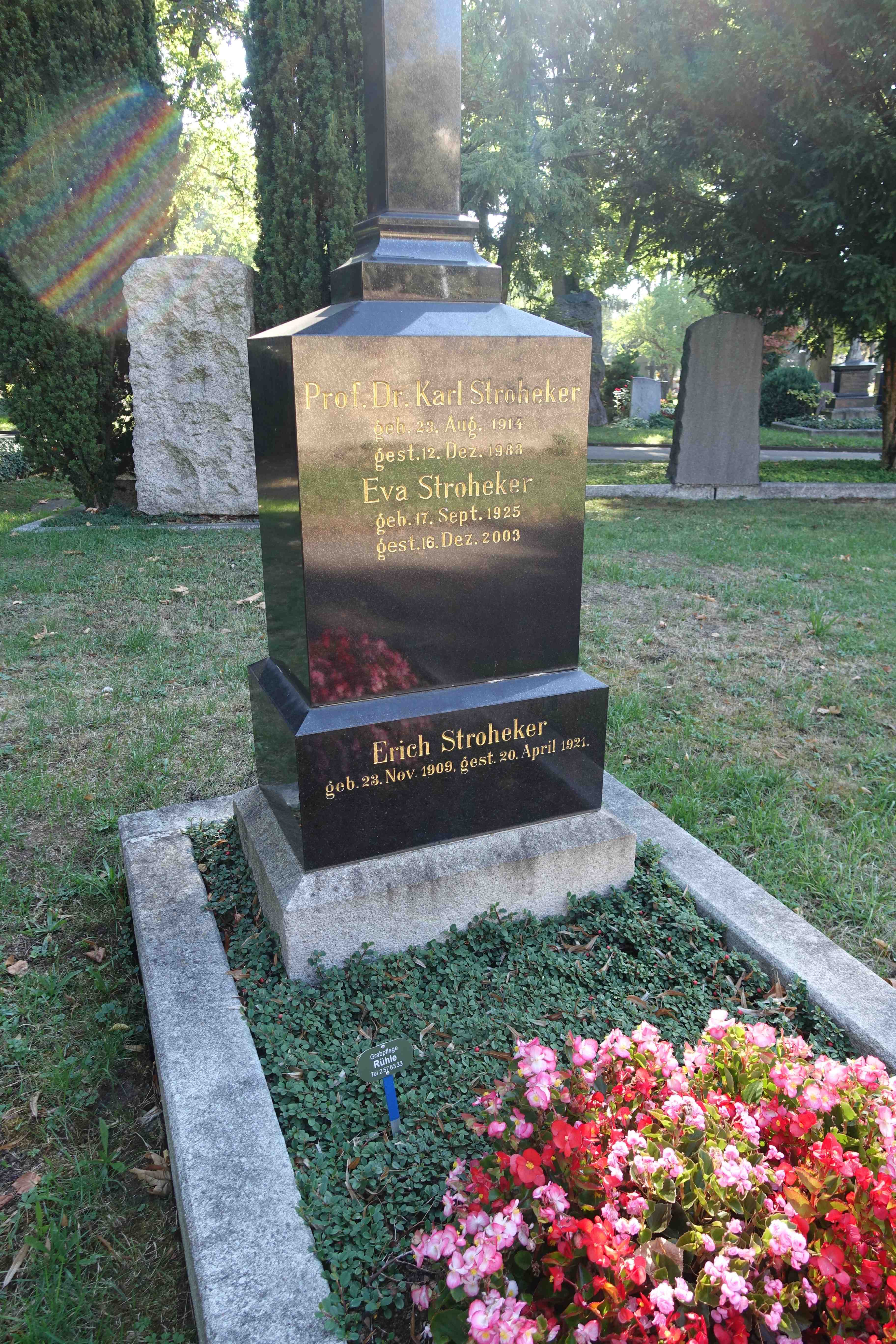
Grab von Karl Stroheker auf dem Pragfriedhof Stuttgart, Abteilung 7

Karl Friedrich Stroheker (* 23. August 1914 in Ulm; † 12. Dezember 1988 in Tübingen) war ein deutscher Althistoriker.

## Leben und Wirken
Der Sohn eines Pädagogen machte am Eberhard-Ludwigs-Gymnasium Stuttgart das Abitur. An den Universitäten Tübingen, Königsberg und Berlin studierte er Geschichte, Klassische Philologie, Archäologie und Philosophie. Seine akademischen Lehrer waren vor allem Woldemar Graf Uxkull-Gyllenband, Heinrich Dannenbauer, Otto Weinreich und Wilhelm Weber. Seit 1932 war er Mitglied der Studentenverbindung Normannia Tübingen. Stroheker wurde 1937 an der Universität Tübingen bei Uxkull-Gyllenband promoviert. Er habilitierte sich nach dem Militärdienst im Zweiten Weltkrieg 1943 bei Joseph Vogt. Anschließend war er in Tübingen seit 1944 Universitätsdozent, seit 1950 außerplanmäßiger Professor. Zwischenzeitlich war er 1947/48 für drei Semester an der Universität Freiburg i. Br. als Vertretungsprofessor tätig. 1959 wurde er in Tübingen außerordentlicher Professor. Seit 1963 war er dort ordentlicher Professor und wurde 1979 emeritiert. 1963/64 war er Gastprofessor an der Princeton University. Berufungen auf Lehrstühle in Saarbrücken, Münster und Salzburg lehnte er ab. Stroheker war Mitglied des Deutschen Archäologischen Instituts und dessen Kommission für Alte Geschichte und Epigraphik sowie der Römisch-Germanischen Kommission.
Ein Forschungsschwerpunkt Strohekers war die Geschichte der Spätantike, insbesondere im Westen des Römischen Reiches. Zur Geschichte des spätantiken Galliens und Spaniens sowie der Germanen der Völkerwanderungszeit hat er zahlreiche Schriften verfasst. Zum Thema der gallorömischen Adelsfamilien legte er ein Standardwerk vor. Weitere Themengebiete waren die Geschichte Siziliens und die jüngere griechische Tyrannis. Stroheker war zusammen mit Gerold Walser Mitbegründer und langjähriger Herausgeber der Zeitschrift Historia sowie Mitherausgeber des Lexikons der Alten Welt. Sein bedeutendster Schüler war der Althistoriker Alexander Demandt.

## Schriften (Auswahl)
Wolfgang Haase: Verzeichnis der Schriften von Karl Friedrich Stroheker (1914–1988). In: Historia. Band 39, 1990, S. 257–260.
Monographien
- Eurich, König der Westgoten. Kohlhammer, Stuttgart 1937 (Zugleich: Tübingen, Universität, Dissertation, 1937).
- Der senatorische Adel im spätantiken Gallien. Alma Mater-Verlag, Tübingen 1948; Nachdruck Wissenschaftliche Buchgesellschaft, Darmstadt 1970.
- Dionysios I. Gestalt und Geschichte des Tyrannen von Syrakus. Steiner, Wiesbaden 1958.

Aufsatzsammlungen
- Germanentum und Spätantike. Artemis-Verlag, Zürich 1965.

Herausgeberschaften
- Polis und Imperium. Beiträge zur alten Geschichte. Artemis-Verlag, Zürich 1965, ISBN 3-7608-0042-4.